# 陈晓颖
陈晓颖（1963年—），籍貫遼寧，現為香港居民，汉族，中华人民共和国政治人物、第十一届全国政协委员。

## 生平
1999年起任香港友好協進會永遠名譽主席，中信21世紀執行副主席，担任香港江胜股份有限公司董事长。2008年，当选第十一届全国政协委员，代表经济界，分入第三十四组。并担任经济委员会专委。
据报道，陈在香港购买了太平山的一处带屋顶游泳池的豪宅，价格是6840万美元。成为香港有史以来最贵的10笔住宅房产交易之一。
2015年7月3日，阿里健康信息（0241.HK）发布公告，宣布以194亿港元天价收购陈晓颖及其弟陈文欣控股之在线医药业务，该资产2014年主营业务收入1亿港元，净利润5000万港元，估值严重高估。http://www.hkexnews.hk/app/SEHK/2015/2015070202/Documents/SEHK201507030012_c.pdf

## 家庭
丈夫張連陽少將為前中共中央軍委副主席、解放軍副總參謀長張震 (上將)兒子。